# Wedding Season (série de televisão)
Wedding Season (prt: Época de Casamentos; bra: Entre Casamentos) é um thriller romântico de ação e comédia série de televisão via streamingfDancing Ledge Productions britânica criada por Oliver Lyttelton e produzida pela Jax Media e Dancing Ledge Productions para a The Walt Disney Company. A série estreou em 8 de setembro de 2022 no Disney+ através do hub de conteúdo Star.

## Premissa
Um jovem chamado Stefan se opõe ao casamento de Katie McConnell, com quem ele teve um caso em vários casamentos durante o verão, apenas para ser rejeitado. Horas depois, Stefan é preso e descobre que os novos sogros de Katie foram envenenados na recepção e ela desapareceu. Apesar de suas suspeitas de Katie, Stefan foge com ela para descobrir a verdade.

## Elenco
- Rosa Salazar como Katie[5][6]
- Gavin Drea como Stefan[7][6]
- George Webster como Hugo Delaney[7][6]
- Jade Harrison como DCI Metts[7][6]
- Jamie Michie como DI Donahue[7][6]
- Callie Cooke como Leila[7][6]
- Bhav Joshi como Anil[7][6]
- Ioanna Kimbook como Suji[7]
- Omar Baroud como Jackson[7][6]
- Ivan Kaye como Sr. Delaney

## Episódios
| N.º | Título       | Dirigido por | Escrito por    | Lançamento            |
| --- | ------------ | ------------ | -------------- | --------------------- |
| 1 | "Episódio 1" | George Kane  | ASA            | 8 de setembro de 2022 |
| Stefan Bridges, um jovem médico, interrompe o casamento de uma jovem chamada Katie McConnell e implora que ela deixe seu pretenso marido Hugo Delaney, mas é rejeitado. Poucas horas depois, Stefan é preso e informado de que os Delaney foram envenenados em sua recepção de casamento e Katie está desaparecida. Ele relata que conheceu Katie no casamento de um amigo em comum três meses antes, ao qual compareceu com seus amigos Anil, Leila, Suji e Jackson. Na recepção, Stefan fez uma traqueotomia de emergência enquanto estava embriagado e começou um caso esporádico com Katie. Para fazê-lo cooperar, os oficiais encarregados do caso, Metts e Donahue, tentam chantagear Stefan com a possibilidade de perder sua licença médica. No entanto, Katie bate um carro na sede da polícia e convence Stefan a escapar com ela no caos que se seguiu. |              |              |                |                       |
| 2 | "Episódio 2" | ASA          | ASA            | 8 de setembro de 2022 |
| Stefan e Katie vão para uma vila ao norte de Edimburgo, onde Katie tem certeza de que a ovelha negra da família, Fred Delaney, os ajudará. Stefan fica frustrado com a falta de transparência de Katie sobre a situação e desconfia de Fred. Ele convence Katie de que Fred não é confiável e os dois escapam assim que homens misteriosos em vans de controle de pragas chegam à casa de Fred. Os dois escapam em um barco de pesca pelo lago. Em flashbacks, Stefan deixou o casamento de outro amigo para acidentalmente invadir a festa de noivado de Katie, onde ela o faz fingir ser um colega de escola para convencer o pai desconfiado de Hugo de que seu passado é legítimo. Ela finalmente admite ao Sr. Delaney que seu passado próspero era uma mentira e ela é de uma família humilde de pescadores. |              |              |                |                       |
| 3 | "Episódio 3" | ASA          | ASA            | 8 de setembro de 2022 |
| Stefan e Katie foram para um restaurante à beira do lago. Irritado com Katie, Stefan sai para uma caminhada, apenas para retornar e encontrar Katie no meio da luta contra os homens que os perseguiam. Stefan consegue sequestrar a van em que eles jogam Katie e os dois escapam, dirigindo em direção à base de operações dos homens - uma boate de Glasgow. Stefan tenta ligar para seus amigos, apenas para ser abordado por um homem desconhecido na cabine telefônica. Em flashbacks, Stefan e seus amigos assistem ao casamento do filho do advogado dos Delaney. Stefan pega Katie tentando invadir o laptop do advogado por um motivo desconhecido. |              |              |                |                       |
| 4 | "Episódio 4" | ASA          | ASA            | 8 de setembro de 2022 |
| O captor de Katie e Stefan revela ser Conrad, seu ex-marido, que revela que ela costumava ser Keira Dunmore e os homens que os perseguem fazem parte de um grupo criminoso conhecido como Block. Ele interroga os dois sobre a despedida de Katie, onde ela convenceu Stefan a acompanhá-la ao cassino dos Delaneys em Las Vegas. Katie ajudou Stefan a ganhar no blackjack por contagem de cartas, sabendo que isso distrairia a segurança o suficiente para ela invadir e roubar uma unidade. Para despistar a segurança, eles fingiram se casar com um imitador do Príncipe. Leila com raiva ligou para Stefan por priorizar Katie no fim de semana de despedida de solteiro de Anil. No presente, Conrad explica que pretende entregá-los ao Bloco para voltar às boas graças do grupo. Katie consegue escapar de suas amarras e deixa Stefan, apenas para ver a polícia chegar. Stefan e Conrad são presos; Metts e Donahue informam que no fim de semana antes de seu casamento, Katie estava comprando ingredientes para fazer cloreto de potássio, o produto químico que matou os Delaney. |              |              |                |                       |
| 5 | "Episódio 5" | ASA          | ASA            | 8 de setembro de 2022 |
| Stefan é levado sob custódia policial e Leila chega para representá-lo. Donahue e Metts o questionam sobre seu paradeiro no dia do casamento de Anil e Leila, onde ele serviu como padrinho. Stefan relata que foi sequestrado por Hugo e seu guarda-costas Bruce, que o ameaçou sobre sua proximidade com Katie e o deixou nu em um cemitério. Katie levou Stefan até a casa dos Delaney, mas se recusa a ajudá-lo. Stefan roubou com sucesso suas roupas e os anéis de volta, mas ouviu Katie dizendo a Hugo pelo telefone que Stefan está obcecado por ela. O casamento de Ani e Leila foi um sucesso; na recepção, Stefan disse a Katie para sair. No presente, Jackson e Suji enviam fotos de Bruce para a polícia. Metts transferiu Stefan para uma cela separada, onde ela tenta matá-lo, pendurando-o no teto. |              |              |                |                       |
| 6 | "Episódio 6" | ASA          | Louise Nesbitt | 8 de setembro de 2022 |
| Flashbacks mostram que o pai de Katie, Paul, foi fatalmente esfaqueado em seu casamento depois de ser ameaçado de assinar papéis do lado de fora do pub. Ela se casou com Conrad, que era o chefe dos homens que mataram Paul, e o prendeu. Conrad informou a ela que os Delaney eram os responsáveis pelo ataque a Paul. No presente, Donahue consegue resgatar Stefan, mas não consegue prender Metts. Katie visita seu designer de casamento Vince, que suspeita que o Block apoiou os Delaney por anos, mas pode tê-los matado, e que há um casamento próximo no Texas com a intenção de ligar o Block à máfia do Texas. Donahue traz Stefan para Katie, que decide se entregar, mas o grupo é atacado pelo Bloco. Katie admite a Stefan que ela secretamente editou seu pré-nupcial para herdar o prédio construído sobre o pub de seu pai no caso de um divórcio devido à infidelidade. Os dois planejam se infiltrar no casamento no Texas, onde Metts estará presente. |              |              |                |                       |
| 7 | "Episódio 7" | ASA          | ASA            | 8 de setembro de 2022 |
| Os amigos de Stefan descobrem com Donahue que Metts é alérgico a gergelim. Stefan e Katie se infiltram com sucesso no casamento do Texas, roubam o EpiPen de Metts e o retêm por tempo suficiente para que ela possa confessar o assassinato dos Delaney, que ela havia feito por ordem do Bloco. Metts diz a Stefan que o pai de Hugo recebeu uma dose dupla de veneno, porque Katie realmente planejou envenená-lo no casamento em vingança por seu papel na morte de seu pai. Stefan está chocado que Katie mentiu para ele sobre sua inocência. Uma Katie emocionada sequestra a noiva, Mitzi, rouba a escritura do prédio que os Delaney construíram sobre o pub de seu pai e vai embora. |              |              |                |                       |
| 8 | "Episódio 8" | ASA          | ASA            | 8 de setembro de 2022 |
| Sem gasolina, Katie mantém Mitzi refém em uma igreja vazia no deserto texano enquanto admite a ela que ela ama Stefan. Metts chega com Stefan, apontando uma arma para sua cabeça para forçar Katie a sair e entregar Mitzi. Segue-se um tiroteio, durante o qual Donahue chega. Donahue tenta argumentar com Metts, mas ela atira nele. O líder do Bloco chega ao local. Stefan afirma que eles conseguiram fazer o upload da confissão de Metts, o que significa que os termos do acordo pré-nupcial de Katie e o prédio pertencem a ela. Metts é morto, e Katie negocia os direitos do prédio que ela queria em troca de sua liberdade. Na sequência, Katie, agora namorada de Stefan, vai ao casamento final da temporada com o resto de seu grupo de amigos. Quando ela se aproxima do carro, ele explode, deixando seu destino incerto. |              |              |                |                       |

## Produção
No final de julho de 2021, a Disney EMEA encomendou a série da Jax Media e Dancing Ledge Productions com Rosa Salazar como protagonista feminina. Em novembro de 2021, a série incluiu Gavin Drea como protagonista masculino, enquanto Jamie Michie e Jade Harrison foram adicionados em papéis coadjuvantes.

## Lançamento
A série estreou em 8 de setembro de 2022 no hub Star do Disney+ onde disponível, no Hulu nos Estados Unidos e no Star+ na América Latina.